# Alcyonium senegalense
Alcyonium senegalense is een zachte koraalsoort uit de familie Alcyoniidae. De koraalsoort komt uit het geslacht Alcyonium. Alcyonium senegalense werd in 1992 voor het eerst wetenschappelijk beschreven door Verseveldt & van Ofwegen. 